# Michael Jackson: 30th Anniversary Celebration
Michael Jackson: 30th Anniversary Celebration - The Solo Years (conosciuti anche come Michael Jackson: 30th Anniversary Celebration e Michael Jackson: 30th Anniversary Special) sono stati due concerti evento organizzati dal produttore David Gest per rendere omaggio a Michael Jackson, rispettivamente il 7 e il 10 settembre 2001 al Madison Square Garden di New York, per festeggiare i 30 anni di carriera solista dell'artista (il suo primo singolo da solista senza i Jackson 5 per la Motown intitolato Got to Be There uscì nel 1971).
All'evento parteciparono e si esibirono molti artisti, molti dei quali interpretarono delle canzoni di Jackson in suo tributo, tra questi Whitney Houston, Justin Timberlake con gli NSYNC, Beyoncé con le Destiny's Child, Britney Spears, Slash, Liza Minnelli, Usher, Ray Charles e molti altri; ma anche i volti del cinema: Marlon Brando, Elizabeth Taylor, Samuel L. Jackson e Chris Tucker che fecero dei discorsi o presentarono i vari cantanti.
L'evento culminante delle due serate fu la reunion di Michael Jackson coi fratelli The Jacksons, coi quali non si era più esibito dal vivo dal Victory Tour del 1984.

## Retroscena

### Dati tecnici
I biglietti per i due concerti erano tra i più cari della storia per un concerto evento: si andava dai circa $2.500 dollari (per i biglietti VIP) ai $45, con prezzi più abbordabili per i fan club dell'artista. Jackson ha guadagnato 7.5 milioni di dollari per ognuno dei due concerti, che sono oltre 150.000 dollari al minuto. L'incasso totale dei due concerti è stato di circa 15 milioni di dollari ai quali vanno aggiunti i diritti per la versione televisiva dello special della CBS e i diritti per le varie trasmissioni di tale special in tutto il mondo.
Il primo concerto si tenne il 7 settembre 2001; Michael Jackson si presentò sul red carpet, molto in ritardo, accompagnato dall'amica Elizabeth Taylor, con un'andatura incerta e, durante la serata, come in tutte le prime, vi furono alcune imprecisioni nelle performance e Jackson venne definito da alcuni un po' disorientato. Secondo il libro "Il Mio Amico Michael" (2011) scritto da Frank Cascio, amico di lunga data di Jackson e allora suo assistente, questo sarebbe spiegato dal fatto che, prima della serata del 7 settembre, Jackson sarebbe stato pesantemente sedato dal proprio medico personale (incluso con l'anestetico Propofol, lo stesso anestetico che ne ha causato la morte nel 2009) rischiando di non presentarsi in tempo alla serata.

### Lo spettacolo del 7 settembre
Con circa un'ora di ritardo quindi lo spettacolo si aprì presentato dall'attore Samuel L. Jackson che introdusse i primi tre cantanti: Usher, Mya e Whitney Huston che si esibirono nel successo di Jackson, Wanna Be Startin' Somethin'. Jackson assistette alla prima parte dello show da dei posti privati sugli spalti, ai lati del palco, che condivideva con i suoi genitori, con l'attrice e sua cara amica Elizabeth Taylor e con l'attore e amico Macaulay Culkin. Tutti gli artisti erano supportati da una grande orchestra posta su di una piattaforma sopraelevata sopra il palco. In seguito l'attore Marlon Brando è apparso sul palco con un completo e occhiali da sole scuri per tenere un discorso per ricordare la beneficenza fatta da Jackson e per criticare il pubblico per la negligenza del mondo nei confronti dei bambini nelle zone di guerra, riferendosi alle sue recenti visite in India e in Africa.
Seguivano poi, tra gli altri, Billy Gilman (allora tredicenne) in una sua versione della ballata Ben; il cantante reggae, Shaggy con due suoi successi di allora, Angel e It Wasn't Me; Jill Scott, Al Jarreau, Monica e Deborah Cox in un medley di canzoni dal film The Wiz; Gloria Estefan e James Ingram in I Just Can't Stop Loving You; Marc Anthony in She's Out of My Life; Liza Minelli in You Are Not Alone e un breve accenno di Over the Rainbow (successo di sua madre, Judy Garland); le Destiny's Child in Bootylicious (con incluso uno snippet di Billie Jean).
A circa due ore dall'inizio dello spettacolo, Michael Jackson faceva il suo ingresso sul palco, in una tuta spaziale bianca con un elmetto d'oro scintillante, per una reunion con i suoi fratelli: Jackie, Tito, Jermaine, Marlon e Randy per esibirsi in un medley di successi dei Jacksons. Durante Dancing Machine, i Jackson vennero raggiunti sul palco dalla band Nsync, allora all'apice della loro carriera. La parte finale dello show vedeva un'esibizione da solista di Michael Jackson che includeva le canzoni The Way You Make Me Feel (cantata in duetto con Britney Spears), Billie Jean, Black or White e Beat It (entrambe accompagnate dalla chitarra di Slash) e You Rock My World, l'unico pezzo estratto dal suo nuovo album, Invincible. Il finale vedeva un'esibizione corale di We Are the World eseguita con tutti gli ospiti della serata guidati dal produttore e musicista Quincy Jones.
Coi biglietti VIP era garantita una cena con l'artista tenutasi dopo il concerto del 7 al prestigioso Tavern on the Green al Central Park di New York. Jackson ha però lasciato la serata in anticipo rispetto ai piani a causa della calca di VIP, fans e paparazzi che lo hanno accerchiato e, a detta dei media, facendolo svenire.

### Lo spettacolo del 10 settembre
Il concerto tenutosi il 10 settembre fu in tutto e per tutto una replica del concerto precedente con solo qualche cambio minore e con l'esibizione di molti artisti che non poterono esibirsi nella prima serata per una questione di durata del concerto. Tra gli artisti che si esibirono solo il 10 vi furono Gloria Gaynor, che si esibì nel suo successo I Will Survive, interrompendo la canzone brevemente sul finale per dedicarla a Jackson dicendogli: "se chiunque nella tua vita prova a fermarti dall'essere un sopravvissuto questo è ciò che devi dirgli...", e i 98 Degrees e Luther Vandross che interpretarono Man in the Mirror con la partecipazione di Usher.
I Jacksons non eseguirono Dancing Machine, dato la mancanza degli Nsync. Jackson cantò The Way You Make Me Feel da solista e il concerto si concluse con una nuova versione live di You Rock My World che, a differenza della prima serata in cui Jackson era da solo sul palco, vedeva la presenza di alcune ballerine sul palco e l'arrivo a sorpresa sul finale dell'attore Chris Tucker e del cantante Usher che ballavano sulle ultime note della canzone assieme a Jackson.
Essendosi tenuto il 10 settembre 2001 il secondo e ultimo concerto, Jackson, i suoi fratelli e quasi tutti gli ospiti della serata si trovavano ancora a New York nel momento degli attentati dell'11 settembre 2001 ma, nonostante gli aeroporti fossero stati chiusi e la città blindata, Jackson e il suo entourage riuscirono a lasciare New York sani e salvi a bordo di un bus noleggiato. In seguito agli attentati, Jackson dedicherà la canzone What More Can I Give alle vittime.

### Critica
Gran parte dei media apprezzarono la performance di Jackson mentre il discorso di Marlon Brando, l'aspetto di Whitney Houston e le stonature di Liza Minelli vennero criticate. Brando venne fischiato da alcuni tra il pubblico che non riuscirono a capire il senso del discorso, durato oltre 5 minuti. Altri definirono lo show troppo lungo o "autocelebrativo" lodando però le performance di Billy Gilman, Marc Anthony, Destiny's Child, Shaggy e di Jackson coi suoi fratelli.

## Special TV della CBS
I due concerti del Michael Jackson: 30th Anniversary Celebration - The Solo Years furono montati e trasformati in un unico special TV di due ore (come fossero un unico concerto) trasmesso dalla CBS in USA per la prima volta il 13 novembre del 2001 facendo record di ascolti per il canale con circa 50 milioni di telespettatori e diventando uno dei concerti musicali più visti nella storia della TV americana.
Questa stessa versione CBS dei due concerti venne trasmessa anche su altri canali TV in giro per il mondo, specialmente dopo la prematura morte dell'artista avvenuta il 25 giugno 2009. Una versione HD venne trasmessa in Giappone nel 2009.
Le ulteriori repliche della CBS e le varie trasmissioni all'estero hanno trasformato questo special in uno dei concerti evento più visti nella storia.
Questo special non è ancora stato trasmesso da nessun emittente televisiva in Italia e non è ancora stato rilasciato in DVD o Blu-ray Disc in nessun paese del mondo se non in versioni bootleg.
Da questo special in poi il nome di questi due concerti evento venne cambiato da "celebration" a "special" e da allora alcune testate giornalistiche e siti gli hanno erroneamente ridefiniti così.

## Scaletta completa delle due serate (include anche pezzi tagliati nella versione CBS del concerto)
Alcune canzoni sono state eseguite solo il 7 settembre, altre solo il 10 settembre. Dove non specificato significa che sono state eseguite ad entrambe le serate. L'ordine di alcune canzoni è stato invertito nello special TV della CBS, qui di seguito le canzoni sono elencate nell'ordine eseguito nei due concerti:
- Introduzione di Samuel L. Jackson (solo il 7 settembre)
- Wanna Be Startin' Somethin' (eseguita da Usher, Mýa e Whitney Houston il 7 settembre - da Usher, Mýa e Deborah Cox il 10 settembre)
- Discorso di Marlon Brando (solo il 7 settembre)
- Absolutely Everybody / Shine (eseguite da Vanessa Amorosi)
- Ben (eseguita da Billy Gilman)
- It Wasn't Me / Angel (eseguite da Shaggy, Ravyon e Rikrok solo il 7 settembre)
- You Can't Win (eseguita da Jill Scott solo il 7 settembre)
- Home (eseguita da Monica solo il 10 settembre)
- Ease on Down the Road (eseguita da Jill Scott, Monica, Al Jarreau e Deborah Cox)
- I Just Can't Stop Loving You (eseguita da James Ingram e Gloria Estefan solo il 7 settembre)
- She's Out of My Life (eseguita da Marc Anthony solo il 7 settembre)
- Heal the World (eseguita da Mýa, Deborah Cox, Rah Digga, Monica, Tamia e The Brooklyn Youth Choir solo il 7 settembre)
- Liza Minnelli

1. You Are Not Alone
2. Never Never Land
3. Over the Rainbow

- Get Ur Freak On (eseguita da Missy Elliot e Nelly Furtado solo il 10 settembre)
- Bootylicious (con sample finale di Billie Jean) (eseguita dalle Destiny's Child solo il 7 settembre)
- Crying Time (eseguita da Ray Charles e Cassandra Wilson solo il 7 settembre)
- Man in the Mirror (eseguita dai 98 Degrees, Luther Vandross e Usher solo il 10 settembre)
- I Want Candy (eseguita da Aaron Carter solo il 10 settembre)
- I Will Survive (eseguita da Gloria Gaynor solo il 10 settembre)
- I'll Never Love This Way Again (eseguita da Dionne Warwick)
- I Heard It Through the Grapevine / Midnight Train to Georgia (eseguite da Gladys Knight solo il 10 settembre)
- I Do (Cherish You) (eseguita dai 98 Degrees solo il 10 settembre)
- My Baby (eseguita da Lil' Romeo e Master P solo il 10 settembre)
- Discorso di Elizabeth Taylor
- The Jacksons
  1. Can You Feel It
  2. ABC / The Love You Save
  3. I'll Be There
  4. I Want You Back
  5. Dancin' Machine (con gli NSYNC solo il 7 settembre)
  6. Shake Your Body (Down to the Ground)
- Michael Jackson
  1. The Way You Make Me Feel (in duetto con Britney Spears solo il 7 settembre - da solista il 10 settembre)
  2. Introduzione di Chris Tucker
  3. Billie Jean
  4. Black or White (con Slash)
  5. Beat It (con Slash)
  6. You Rock My World (solo Michael Jackson il 7 settembre - con ballerine e la partecipazione di Usher e Chris Tucker sul finale solo il 10 settembre)
- We Are the World (Michael Jackson e tutti gli artisti guidati da Quincy Jones solo il 7 settembre)
- You Rock My World "reprise" (Michael Jackson e tutti gli artisti solo il 7 settembre)

## Date del tour
| Data              | Città        | Stato        | Luogo                 |
| Nord America      | Nord America | Nord America | Nord America          |
| ----------------- | ------------ | ------------ | --------------------- |
| 7 settembre 2001  | New York     | Stati Uniti  | Madison Square Garden |
| 10 settembre 2001 | New York     | Stati Uniti  | Madison Square Garden |